# Franz von Carlshausen
Franz Xaver Richard (von) Carlshausen, auch von Carlshausen-Zacken, (* 21. August 1879; † nach 1942) war ein deutscher SA-Brigadeführer.

## Leben
Er hieß bürgerlich Franz Carlshausen-Zacke. Seine Frau Hannah Maria Lammatzsch, genannt von Carlshausen, war eine mit dem Stand 1937 der Gothaischen Genealogischen Taschenbücher nicht anerkannte Adoptivtochter der Adelsfamilie von Carlshausen (eigentlich Buderus von Carlshausen), konkret der Henriette Sophie Elisabeth (Else) Buderus von Carlshausen-Carlshausen, verheiratet mit Bernhard Schwarz. Hannah Maria und Franz (von) Carlshausen heirateten 1920 in Hietzing-Schönbrunn bei Wien. Weitere nähere Angaben liegen nicht vor.
Franz (von) Carlshausen-Zacke schloss sich nationalsozialistischen Ideen an und trat zum 1. Januar 1932 der NSDAP bei (Mitgliedsnummer 865.232). 1933 nahm er als Vertreter der Obersten SA-Führung in München die inhaltliche Bearbeitung des Bandes SA, SS, HJ des Zigarettenbilder-Sammelalbums Deutsche Uniformen der Sturm-Zigaretten-Fabrik in Dresden vor. Daneben verfasste er 1933 die Kurze Anleitung zur Erlernung der Morsezeichen und deren praktischen Verwertung.
Zunächst war Carlshausen SA-Sturmführer und Mitarbeiter des damaligen SA-Gruppenführers Fritz Ritter von Kraußer in der Obersten SA-Führung in München. Er hatte dort auch mit Beschwerden anderer SA-Führer mangels pünktlicher Begleichung des Solds zu tun. Danach, nunmehr bereits SA-Standartenführer und selbst Abteilungschef der Oberste SA-Führung, weilte er als Begleiter von SA-Stabschef Ernst Röhm im Juli 1933 zu Besuch in Chemnitz. Wenig später erfolgte die Versetzung von Carlshausen aus München nach Dresden. Im Wechsel mit dem SA-Oberführer Leonhard Gontermann, bisheriger Stabsführer der SA-Gruppe Sachsen, der zur Obersten SA-Führung nach München versetzt wurde, übernahm Franz von Carlshausen im Oktober 1935 das Amt des Oberführers und Stabsführers der SA-Gruppe Sachsen.
Als bisheriger SA-Oberführer und Stabsführer der Gruppe Sachsen wurde Franz von Carlshausen am 20. April 1936 zum Brigadeführer befördert.

## Beförderungen
- Führerbefehl Nr. 10 (Neujahrsbefehl) des Obersten SA-Führers, München 15.12.1932: zum SA-Sturmbannführer

### Publikation
- Kurze Anleitung zur Erlernung der Morsezeichen und deren praktischen Verwertung. Huber, München 1933. DNB